# Републикански път III-6224
Републикански път IIІ-6224 е третокласен път, част от Републиканската пътна мрежа на България, преминаващ изцяло по територията на Кюстендилска област. Дължината му е 47,3 km.
Пътят се отклонява надясно при 24,3 km на Републикански път III-622 в югозападната част на село Църварица и се насочва на югозапад през Осоговска планина. В района на село Ветрен преодолява седловина с 1030 м н.в., а след 9 km при село Раково слиза в долината на река Елешница (десен приток на Струма). Оттук пътят се насочва на северозапад, нагоре по долината на реката до района на село Чеканец, след което завива на север, напуска долината ѝ, преодолява поредната седловина 1245 м н.в., преминава през долната махала на село Савойски и продължава надолу по долината на Новоселска река (десен приток на Струма). След като премине през село Ново село излиза от планината и в центъра на село Слокощица се свързва с Републикански път III-6202 при неговия 3,2 km.
| Пътища, отклоняващи се надясно (населено място, № на пътя, посока на пътя) | km   | Пътища, отклоняващи се наляво (посока на пътя, № на пътя, населено място) |
| -------------------------------------------------------------------------- | ---- | ------------------------------------------------------------------------- |
| Община Невестино III-622, 24,3 km, с. Църварица →                          | 0,0  | → с. Църварица, 24,3 km, III-622, Община Невестино                        |
| (за с. Илия) общински път ←                                                | 1,6  |                                                                           |
| с. Ветрен                                                                  | 6,4  | с. Ветрен                                                                 |
| (за с. Страдалово) общински път, с. Раково ←                               | 15,3 | с. Раково                                                                 |
|                                                                            | 21,2 | → общински път (за с. Сажденик)                                           |
|                                                                            | 26,2 | → общински път (за с. Савойски)                                           |
| Община Кюстендил                                                           | 33,6 | Община Кюстендил                                                          |
|                                                                            | 36,1 | → общински път (за с. Цървена ябълка)                                     |
| с. Ново село                                                               | 38,1 | с. Ново село                                                              |
| (от 2 km на II-62) III-6202, 3,2 km, с. Слокощица →                        | 47,3 | → с. Слокощица, 3,2 km, III-6202 (до хижа „Трите буки“)                   |